# Mogorella
Mogorella ist eine sardische Gemeinde (comune) mit 402 Einwohnern (Stand: 31. Dezember 2023) in der italienischen Provinz Oristano. Sehenswert sind hier die Nuraghen „Friarosu“, „Luas“ und „Fenogu“.

## Geographie
Das Gemeindegebiet umfasst eine Fläche von 17,06 km². Der Ort liegt auf einer Höhe von 265 Metern über dem Meer. Die Nachbargemeinden sind Albagiara, Ruinas, Usellus, Villa Sant’Antonio und Villaurbana.